# Sympetrum pallipes
Sympetrum pallipes är en trollsländeart som först beskrevs av Hagen 1874.  Sympetrum pallipes ingår i släktet ängstrollsländor, och familjen segeltrollsländor. Inga underarter finns listade i Catalogue of Life.